# Hillsong Music
Hillsong Music – australijski (a także angielski oraz ukraiński) zespół wykonujący muzykę z nurtu CCM, część muzyczna zielonoświątkowych megakościołów Hillsong.

## Historia
Początki Hillsong Music ściśle wiążą się z historią kościoła Hillsong w Sydney, który został założony w 1983 przez pastora Briana Houstona i jego żonę Bobbie. Uwielbienie Boga poprzez muzykę zaprezentowane przez Hillsong zdobyło popularność już podczas pierwszych konferencji zorganizowanych przez kościół pod koniec lat 80., czego owocem w późniejszym czasie była wydana w 1992 pierwsza oficjalna produkcja zespołu pod nazwą "The Power of Your Love". Zyskała ona powszechne uznanie i została dobrze przyjęta przez odbiorców. Od tamtej pory, każdego roku wydawana jest co najmniej jedna płyta grupy. Zespół posiada także własną wytwórnię płytową.
Hillsong jest bardzo popularny w Australii, gdzie jego płyty rozchodzą się w setkach tysięcy egzemplarzy. Był wielokrotnie zdobywcą złotych oraz platynowych płyt, a także nagród Dove Awards.
Hillsong Music istnieje także w kościołach Hillsong w Kijowie oraz w Londynie, które tworzą własne piosenki oraz śpiewają własne wersje utworów australijskiego Hillsonga lub innych chrześcijańskich artystów.
Piosenki zespołu utrzymane są głównie w popowym/pop-rockowym klimacie. Można je usłyszeć w kościołach w krajach na całym świecie, gdzie tłumaczone są na rodzime języki.

## Skład
W skład Hillsong Music wchodzi około 60 muzyków, zespół posiada bardzo bogate instrumentarium (gitara akustyczna, gitara elektryczna, gitara basowa, keyboard, perkusja, instrumenty perkusyjne, puzon, trąbka, saksofon)
Aktualnie głównymi wokalistami/liderami uwielbienia Hillsong (a także autorami tekstów) są:
- Joel Houston
- Brooke Fraser
- Reuben Morgan
- Miriam Webster
- Marty Sampson
- Darlene Zschech
- Jad Gillies
- Paul Nevison
- Peter Wilson

## Dyskografia
Hillsong Music podczas swojej kilkunastoletniej aktywności wydał kilkadziesiąt płyt, które występują w następujących rodzajach: "United" to produkcje młodego zespołu o tej samej nazwie wewnątrz Hillsong o bardziej rockowym charakterze, "Youth Alive" – to młodzieżowe produkcje międzywyznaniowe, "Hillsong Kids" – dziecięce. Ponadto zostało wydanych kilka składanek, serie tematyczne, płyty poszczególnych solistów a także płyty instrumentalne i świąteczne. Od 2000 oprócz płyty CD, można nabyć także płytę DVD z danym albumem zespołu.
Hillsong Sydney:
- 1988: Spirit and Truth (nieoficjalna)
- 1990: Show Your Glory (cz. 2 Spirith and Truth)
- 1992: The Power of Your Love
- 1993: Stone's Been Rolled Away
- 1994: People Just Like Us
- 1995: Friends in high places
- 1996: Jump To The Jam (Youth Alive)
- 1996: God Is In The House
- 1996: Chosen One (Youth Alive)
- 1997: All Things Are Possible
- 1997: I Believe In The Promisse
- 1997: Simply Worship (seria)
- 1997: Simply Worship (seria)
- 1997: Hills Praise (kompilacja)
- 1998: Simply Worship 3 (seria)
- 1998: The Plan (Youth Alive)
- 1999: By Your Side
- 1999: One (Youth Alive)
- 1999: The Secret Place (instrumentalna)
- 2000: For This Cause
- 2000: Overwhelmed
- 2000: Everyday (United)
- 2000: Awake (Youth Alive)
- 2001: You Are My World
- 2001: Best Friend (United)
- 2001: Extravagant Worship: The Songs Of Darlene Zschech (kompilacja)
- 2001: Christmas (świąteczna)
- 2002: Amazing Love
- 2002: Blessed
- 2002: King of Majesty (United)
- 2002: Extravagant Worship: The Songs of Reuben Morgan (kompilacja)
- 2003: Hope
- 2003: Faithful
- 2003: To The Ends Of The Earth (United)
- 2003: Platinium Collection Volume 1: Shout to the Lord (kompilacja)
- 2003: Platinium Collection Volume 2: Shout to the Lord (kompilacja)
- 2003: Forever (instrumentalna)
- 2004: For All You've Done
- 2004: More Than Life (United)
- 2004: Jesus Is My Superhero (Hillsong Kids)
- 2004: Unified Praise (Hillsong / Delirious?)
- 2005: God He Reigns
- 2005: Ultimate Worship (kompilacja)
- 2005: Look To You (United)
- 2005: Super Strong God (Hillsong Kids)
- 2005: Celebrating Christmas (świąteczna)
- 2006: Mighty To Save
- 2006: Songs For Communion
- 2006: United We Stand (United)
- 2006: Supernatural (Hillsong Kids)
- 2007: All Of The Above (United)
- 2007: Saviour King
- 2008: With Hearts As One
- 2008: This is our God
- 2009: Tear Down the Walls
- 2010: Beautiful Exchange
- 2011: Aftermath (United)
- 2012: Live in Miami
- 2013: Zion

Hillsong Londyn:
- 2004: Shout God's fame
- 2006: Jesus is
- 2008: Hail to the King

Hillsong Kijów:
- 1995: Пламя – Flame
- 1997: Мы будем славить – We will praise
- 1997: Это знает душа моя – That my soul knows
- 1998: Прыгай в небеса – Jump up to Heaven (United)
- 1999: С Богом возможно всё! – All things are possible with God
- 1999: Мы любим петь об этом – We love to sing about it (dziecięca)
- 1999: План – Plan (United)
- 2000: Небеса на земле – Heaven on Earth
- 2001: Лучший Друг – Best friend
- 2001: Революция – Revolution (United)
- 2002: Царь Величия – King of majesty
- 2004: Пожар – Burn (United)
- 2005: Слава в вышних – Glory in the highest
- 2005: Иисус Мой Супергерой – Jesus is my superhero (dziecięca)
- 2006: Это Мой Дом – This is my house
- 2006: Спасение – Salvation (United)
- 2006: Суперcильный Бог – Super Strong God (dziecięca)
- 2007: Господь всего – Lord of all
- 2007: Сверхъестественный Бог – Supernatural God (dziecięca)
- 2008: Алтарь – Altar
- 2009: Это наш Царь – This is our King
- 2010: Бог есть Любовь – God is Love
- 2010: Неразделимы – Undivided (United)
- 2010: Всего мира свет – Light of the world (dziecięca)